# Drumul spre succes
Drumul spre succes este un film românesc din 1966 regizat de Erwin Szekler.